# Herreros de Suso
Herreros de Suso ist ein Ort und eine zentralspanische Gemeinde (municipio) mit 140 Einwohnern (Stand: 2024) in der Provinz Ávila in der Autonomen Region Kastilien-León. 

## Lage
Herreros de Suso befindet sich in den nördlichen Ausläufern der Sierra de Gredos gut 30 Kilometer nordwestlich von Ávila in einer Höhe von 1010 m. Das Klima im Winter ist kühl, im Sommer dagegen trotz der Höhenlage durchaus warm; der Regen (ca. 570 mm/Jahr) fällt – mit Ausnahme der nahezu regenlosen Sommermonate – verteilt übers ganze Jahr.

## Bevölkerungsentwicklung
| Jahr      | 1970 | 1981 | 1991 | 2001 | 2011 | 2021 |
| Einwohner | 566  | 478  | 273  | 219  | 169  | 131  |

## Sehenswürdigkeiten

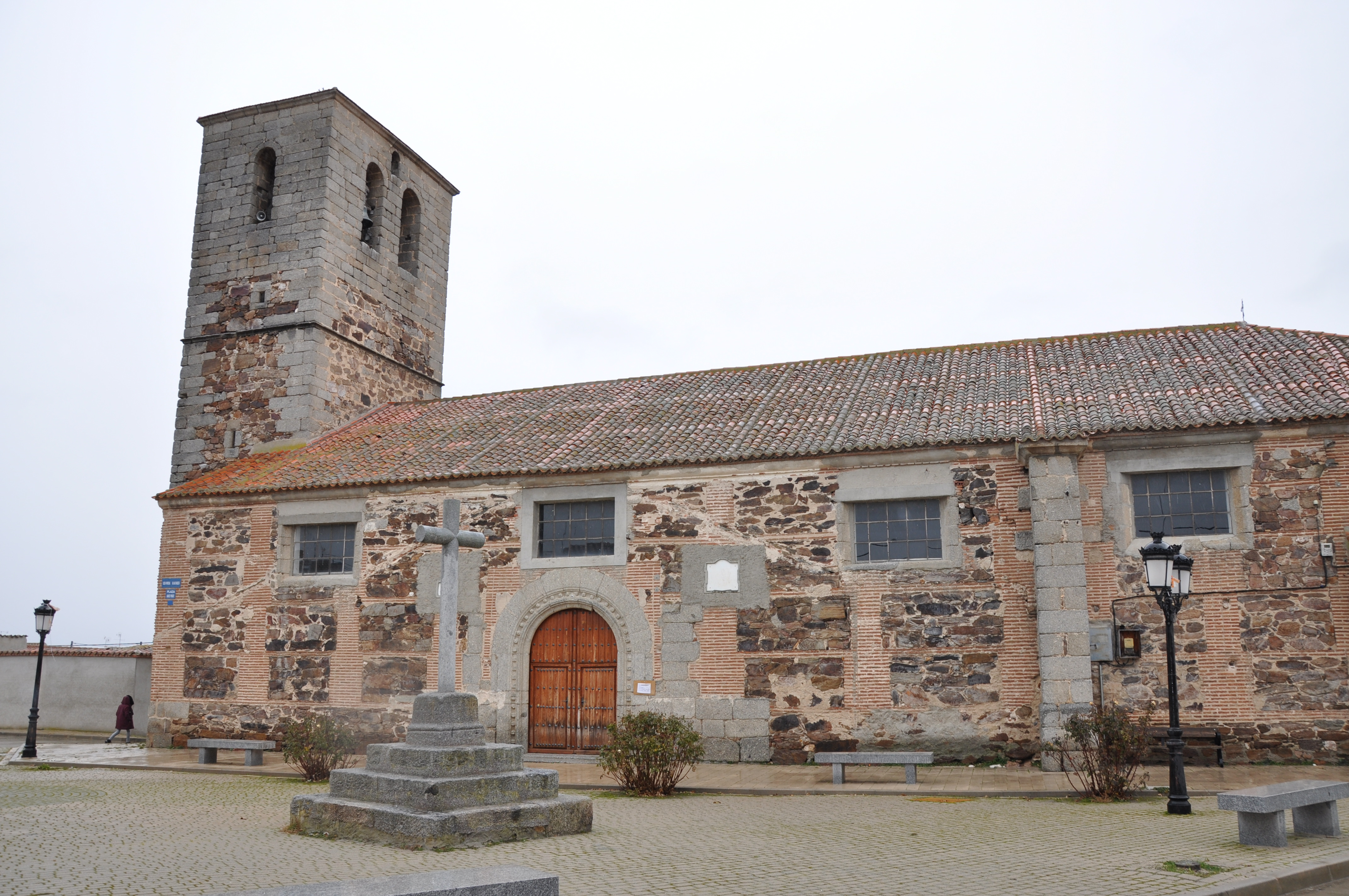
Johanniskirche

- Johanniskirche